# Левенгаупт, Густав Адольф
Граф Густав Адольф Левенгаупт (швед. Gustaf Adolf Lewenhaupt) (24 февраля 1619 года — 29 ноября 1656 года) — шведский военачальник, фельдмаршал, участник Тридцатилетней и Северной войн.

## Биография
Начал службу в качестве добровольца в голландской армии в полку графа Зольмса, участвовал в осаде Бреды (1637) и защите Арраса (1640).
Позже перешёл на службу шведскую армию, которая участвовала в Тридцатилетней войне. В чине капитана храбро сражался при Брейтенфельде (1642), где возглавил полк Торстенссона, заменив убитых офицеров, сам был тяжело ранен.
Быстро продвигался по службе: вскоре стал подполковником, с 1644 года — полковник Финского рейтарского полка, с которым под началом Л. Торстенссона участвовал в войне против Дании. С 1645 года — генерал-майор, сражался под началом Густава Горна в Сконе.
После заключения мира вернулся в Германию, с 1648 года — генерал-лейтенант и комендант Нинбурга, с 1650 — член Государственного Совета, с 1651 — генерал финской милиции.
С началом войны с Речью Посполитой (1655) наименован фельдмаршалом, командовал шведской армией в Лифляндии, в 1656 году был губернатором Риги.
Носил титулы графа Raseborg и Falkenstein и барона Vinberg.